# Politikåret 1988

## Händelser

### Januari
- 2 januari – Zimbabwes nya regering presenteras. Joshua Nkomo utses till ny minister, främst med uppgift att övervaka övriga ministrars arbete.[1]
- 13 januari – I Stockholm undertecknar Sverige och Sovjetunionen en principöverenskommelse om den sedan 1969 omtvistade ekonomiska gränsdragningen ute på Östersjön, mellan Gotland och sovjetiska kusten, som innebär att Sverige får 75 % och Sovjetunionen resten.[1]
- 18 januari – En militärrevolt i Argentina slås ned efter några dagars oroligheter.[1]
- 25 januari
  - USA:s president Ronald Reagan håller sitt sista tal om "Tillståndet i nationen".[1]
  - Egyptens president Hosni Mubarak inleder en diplomatisk rundresa för ett stöd om en internationell fredskonferens om Mellanöstern. Första anhalt är Västtyskland, sedan bär det av till Storbritannien, följt av USA, Frankrike och Italien, innan färden går till Marocko.[1]
- 26 januari – Australien firar 200-årsjubileum, på årsdagen av Arthur Phillips ankomst till Botany Bay. Samtidigt inleder över 20 000 aboriginier en fredlig protest.[1]
- 28 januari – I Nicaragua inleds förhandlingar mellan regeringen och Contrasgerillan.
- 31 januari
  - Nicaraguas president Daniel Ortega inleder ett kort inofficiellt besök i Sverige.[1]
  - I Sverige backar Moderata samlingspartiet och Miljöpartiet vid årets första SIFO-mätning.[1]

### Februari
- 2 februari – Första TV-sända utskottsförhöret i Sveriges riksdag hålls.[1]
- 3 februari – Sveriges riksdag har allmänpolitisk debatt.[1]
- 5 februari – I Sovjetunionen rapporteras den kommunistiske politikern Nikolaj Bucharin ha fått upprättelse.[1]
- 9 februari
  - Storbritanniens underhus beslutar att permanent tillåta TV-sända debatter i Storbritanniens parlament. Radion släpptes in 1978.[1]
  - Sveriges utrikesminister Sten Andersson säger i Sveriges riksdag att Israels ockupation av Västbanken aldrig kan rättfärdigas, men markerar dock Israels rätt att existera som stat.[1]
- 12 februari – Martial Celestine bildar en liberalmoderat regering i Haiti.[1]
- 24 februari – Sydafrika förbjuder 17 av de viktigaste anti-apartheid-organisationerna att verka fritt.[1]
- 28 februari - Enligt Tass dödas 31 människor vid våldsamma kravaller i Sumgait i Azerbajdzjanska SSR, då gamla motsättningar mellan muslimerna i Azerbajdzjanska SSR och kristna i Armeniska SSR blossar upp.[1]

### Mars
- 7 mars – Sveriges utrikesminister Sten Andersson inleder ett två dagars officiellt besök i Israel.[1]
- 12 mars – 50-årsminnet av Anschluss 1938 uppmärksammas i Österrike.[1]
- 14 mars – Israels premiärminister Yitzhak Shamir inleder ett besök i Washington, DC, med anledning av en amerikansk fredsplan till Mellanöstern.[1]
- 15 mars – Storbritanniens finansminister Nigel Lawson presenterar en statsbudget med kraftigt sänkta skatter.[1]
- 16 mars – Sveriges utrikesminister Sten Andersson menar i Sveriges riksdag att Israels ockupation av Västbanken strider mot folkrättsliga och humanitära principer.[1]
- 17 mars – Sveriges kungapar avslutar ett fyra dagar långt besök i Kanada.[1]
- 18 mars – Sovjetunionens kommunistpartiledare Michail Gorbatjov inleder ett fem dagar långt besök i Jugoslavien.[1]
- 21 mars – Hundratals svarta i Sydafrika genomför en storstrejk till minne av Sharpvillemassakern 1960.[1]
- 27 mars – Vid en SIFO-mätning i Sverige noteras det socialistiska blocket (46,1 % mot 32 %) för majoritet.[1]
- 30 mars – Karl Erik Eriksson slutar som andre vice talman i Sveriges riksdag.[1]

### April
- 5 april – Christer Eirefelt utses till ny andre vice talman i Sveriges riksdag.[1]
- 6 april – Finland högtidlighåller 40-årsminnet av VSB-avtalet.[1]
- 13 april – 81-årige Yang Shangkun utses till president i Kina.[1]
- 14 april – Sovjetunionen lovar dra tillbaka alla sina styrkor från Afghanistan inom det närmaste året.[1]
- 18 april – Sverige och Sovjetunionen sluter avtal om gränsdragningen mellan de två staterna i Östersjön.[1]
- 21 april
  - Israel firar 40 år som självständig stat.[1]
  - Ingvar Carlsson och Carl Bildt möts i en TV-debatt i Linköping, dominerad av skatter, välfärd och regeringsfrågan.[1]
- 25 april – Svenska regeringens EG-råd sammanträder för första gången, för att förbereda för svenskt avtal om medlemskap i EG 1992.[1]
- 28 april – Sveriges kungapar avslutar en 17 dagar lång rundresa i USA, i samband med Nya Sveriges 350-årsjubileum.[1]
- 30 april – Vid en SIFO-mätning i Sverige noteras Sveriges socialdemokratiska arbetareparti för fler sympatisörer än de tre borgerliga partierna i Sveriges riksdag tillsammans.[1]

### Maj
- 1 maj
  - För första gången under 1980-talet medverkar ledande ambassadörer från USA och andra västländer vid Första maj-firandet på Röda torget i Moskva.[1]
  - Årets Första maj-firande lockar till skratt och applåder, då Sveriges statsminister Ingvar Carlsson liknar de tre borgerliga partierna i Sveriges riksdag med bussförare och deras förmåga att styra "Sverige-bussen".[1]
- 10 maj – En veckolång strejk vid Leninvarvet i Gdańsk avslutas, som den sista i en serie strejker som skakat Polen sedan slutet av april 1988.[1]
- 11 maj – Danmarks statsminister Poul Schlüter lämnar in avskedsansökan.[1]
- 18 maj – Sveriges statsminister Ingvar Carlsson avslutar sin Europaresa med att träffa Margaret Thatcher på 10 Downing Street i London.[1]
- 31 maj – Västtysklands president Richard von Weizsäcker inleder ett fyra dagar långt statsbesök i Sverige.[1]

### Juni
- 2 juni - Fjärde toppmötet mellan USA:s president Ronald Reagan och Sovjetunionens kommunistpartiledare Michail Gorbatjov avslutas i Moskva.[1]
- 3 juni – Poul Schlüter bildar ny regering i Danmark.[1]
- 5 juni – Miljöpartiet behåller platsen ovanför fyraprocentsspärren vid SIFO-mätning i Sverige.[1]
- 7 juni – Anna-Greta Leijon avgår som svensk justitieminister med anledning av Ebbe Carlsson-affären.[1]
- 8 juni – Den första offentligt framförda kritiken i Sovjetunionen mot Lenin publiceras i svensk press, efter att ha publicerats i majnumret av den sovjetiska tidskriften Novy Mir.[1]
- 10 juni – Sveriges riksdag avslutar arbetsåret 1987/1988.[1]
- 13 juni – Vatikanstatens "utrikesminister", kardinal Agostino Casaroli, inleder ett statsbesök i Vatikanstaten, som är det första mötet på hög nivå mellan de två staterna.[förklaring behövs][1]
- 15 juni - Turkiets premiärminister Turgut Özal avslutar ett två dagars besök i Grekland, och blir därmed första turkiska premiärminister att besöka Grekland på 36 år.[1]
- 20 juni - Vid en militärkupp i Haiti störtas president Leslie Manigat av överbefälhavare Henri Namphy.[1]
- 21 juni – En tredagarskonferens som avslutas i Stockholm, där temat är ett självständigt Sydvästafrika, samt försoning mellan vita och svarta.[1]
- 26 juni – Miljöpartiet och VPK behåller platsen ovanför fyraprocentsspärren vid SIFO-mätning i Sverige.[1]
- 27 juni – Romersk-katolska kyrkans påve Johannes Paulus II avslutar ett fem dagars besök i Österrike.[1]
- 28 juni – Socialisten Michel Rocard bildar om Frankrikes regering, så att även partilösa och borgerliga får vara med.[1]
- 29 juni – 74-årige Bruno Straub utses ny president i Ungern.[1]

### Juli
- 2-3 juli - För första gången sedan 1809, då Karl XIII trädde in i stället för avsatte kung Gustav IV Adolf, har Sverige en så kallad riksföreståndare, då Sveriges riksdags talman Ingemund Bengtsson i frånvaro av kung Carl XVI Gustaf och prins Bertil tjänstgör som statschef.[1]
- 15 juli – Sovjetunionens kommunistpartiledare Michail Gorbatjov avslutar ett fyra dagar långt besök i Polen vilket är hans första statsbesök där.[1]
- 31 juli – Kung Hussein av Jordanien meddelar sin avsikt att överlämna allt ansvar för Västbanken och Gazaremsan till PLO.[1]

### Augusti
- 8 augusti – I Genève tas första steget för en fredsplan för Sydvästafrika och Angola, där Sydafrika, Angola och Kuba förbinder sig att deras styrkor iakttagit eldupphör.[1]
- 10 augusti – Rodrigo Borja ersätter Leon Febres Cordero som Ecuadors president.[1]
- 19 augusti – Maung Maung utses till ny president i Burma.[1]
- 20 augusti – Iran och Irak enas vid förhandlingar i Genève om vapenstillestånd efter åtta års krig.[1]
- 21 augusti – De sista valaffischerna i Sverige sätts upp i Stockholm.[1]
- 24 augusti – Undantagslagarna i Chile upphävs.[1]

### September
- 3 september
  - Den kraftigaste strejkvågen i Polen sedan 1981 upphör.[1]
  - Miljöpartiet noterar en kraftig framgång vid en SIFO-mätning i Sverige, och noteras för 8,1 %.[1]
- 9 september - En artikel i sovjetiska tidningen Pravda publicerar en artikel om Lev Trotskij.[1]
- 11 september - En kvartsmiljon människor demonstrerar i Tallinn för estländs frihet och oberoende.[1]
- 14 september – Romersk-katolska kyrkans påve Johannes Paulus II besöker Sydafrika under en rundresa till fem stater i Afrika, då flygplanet tvingas nödlanda.[1]
- 18 september
  - Vid en militärkupp i Haiti störtas president Henri Namphy av överbefälhavare Leslie Manigat.[1]
  - Vid en militärkupp i Burma griper militären åter makten.[1]
- 22 september – Libanons president Amine Gemayel avgår.[1]
- 23 september – Steingrímur Hermannsson bildar Islands nya regering.[1]
- 26 september – Ungern träffar, som första östland, handelsavtal med EG.[1]
- 26 september – I USA möts George H.W. Bush och Michael Dukakis möts i en TV-debatt.[1]
- 27 september – Mieczysław Rakowski utses till ny premiärminister i Polen efter Zbigniew Messner.[1]
- 29 september – Thage G. Peterson utses till ny talman i Sveriges riksdag.[1]

### Oktober
- 1 oktober – Michail Gorbatjov väljs till Sovjetunionens president.[1]
- 4 oktober – Sveriges statsminister presenterar sina ändringar i svenska regeringen, då Sveriges riksdags riksmöte för 1988/1989 öppnas.[1]
- 5 oktober
  - Brasiliens nya konstitution införs.[2]
  - Amapá blir brasiliansk delstat.[3]
  - Sveriges riksdag har allmänpolitisk debatt.[1]
- 26 oktober – Västtysklands förbundskansler Helmut Kohl avslutar ett tre dagar långt besök i Sovjetunionen.[1]

### November
- 1 november – Storbritanniens premiärminister Margaret Thatcher avslutar ett tre dagars besök i Polen.[1]
- 7 november – Sovjetunionen firar 71-årsminnet av Oktoberrevolutionen, och för första gången sedan den sovjetiska invasionen av Afghanistan 1979 närvarar majoriteten av västambassadörerna.[1]
- 9 november – 50-årsminnet av Kristallnatten 1938 uppmärksammas i Västtyskland.[1]
- 11 november – Phillip Jenninger avgår som talman i Västtysklands förbundsdag, efter ett tal i samband med 50-årsminnet av Kristallnatten 1938, som av vissa tolkats som en hylning till Adolf Hitler. I talet har han kallat Adolf Hitlers första år vid makten i Tyskland för ett "triumftåg, vars motsvarighet historien knappast känner".[1]
- 9 november – I Maldiverna meddelas att ett statskuppförsök mot president Maumoon Abdul Gayoom slagits ned, och ett hundratal personer gripits.[1]
- 15 november – PLO-ledaren Yassir Arafat utropar en palestinsk stat.[1]
- 22 november - 25-årsminnet av mordet på John F. Kennedy uppmärksammas med ceremonier i bland annat Dallas och Washington, DC.[1]
- 23 november - Sveriges finansminister Kjell-Olof Feldt presenterar en skattereform,, avsedd att träda i kraft 1991, vilken betonar att inkomst av kapital skall beksattas lika med inkomst av arbete, samt att olika boendeformer skall behandlas likvärdigt.[1]
- 24 november – 41-årige Miklos Nemeth utses ny premiärminister i Ungern.[1]
- 25 november – Frankrikes president François Mitterrand inleder ett besök i Sovjetunionen.[1]
- 26 november – USA vädjar PLO-ledaren Yassir Arafat inresevisum.[1]
- 27 november – Vid en SIFO-mätning i Sverige, den första efter valet, noteras Sveriges socialdemokratiska arbetareparti fortfarande för fler sympatisörer än de tre borgerliga partierna i Sveriges riksdag tillsammans.[1]

### December
- 1 december
  - Benazir Bhutto utses till Pakistans premiärminister och blir första kvinnliga regeringschefen i ett muslimskt land.[1]
  - Sovjetunionen inför en ny författning.[1]
- 3 december - Sveriges statsminister Ingvar Carlsson besöker Frankrike för att bland annat diskutera Sveriges förhållande till EG.[1]
- 5 december - Ett militärkuppförsök i Argentina, med cirka 40 revolterande soldater, slås ned.[1]
- 6 december - PLO-ledaren Yassir Arafat besöker Stockholm, och förklarar efter två dagars överläggning Israels rätt att existera samt fördömer alla former av terrorism.[1]
- 10 december - Tusentals personer i Tjeckoslovakien protesterar för FN:s deklaration om de mänskliga rättigheterna.[1]
- 16 december - USA och PLO inleder officiella samtal i Tunisien.[1]
- 22 december
  - Israel får återigen en samlingsregering, med Yitzhak Shamir som premiärminister.[1]
  - Angola, Kuba och Sydafrika enas om tillbakadragande av trupper från Angola, samt självständighet för Sydvästafrika.[1]
- 30 december - I Jugoslavien avgår Branko Mikulićs regering, efter månaders kritik mot att man inte gjort något åt den galopperande inflationen och den sjunkande levnadsstandarden, och för första gången sedan det kommunistiska maktövertagandet 1945 står Jugoslavien utan fungerande ledning.[1]
- 31 december - Sveriges statsminister Ingvar Carlsson meddelar att en engångsskatt på 15 % för stora företagsvinster skall införas 1989, samt att en sänkning av förlustavdraget från 100 till 40 % på aktier som innehafts under kortare tid än två år.[1]

## Val och folkomröstningar
- 17 januari – 57-årige Leslie Manigat vinner presidentvalet i Haiti.[1]
- 31 januari–1 februari – Mauno Koivisto vinner presidentvalet i Finland.[1]
- 14 februari – Alfredo Stroessner väljs om som president i Paraguay.[1]
- 21 februari – Giorgos Vasileiou väljs till ny president i Cypern.[1]
- 8 maj
  - Francois Mitterand väljs om som president i Frankrike.[1]
  - SPD vinner delstatsvalet i Schleswig-Holstein.[1]
- 10 maj – Folketingsvalet i Danmark resulterar inte i någon klarhet i styrkeförhållandet mellan blocken.[1]
- 12 juni – Socialistpartiet misslyckas med att få egen majoritet vid parlamentsvalet i Frankrike.[1]
- 25 juni – Vigdís Finnbogadóttir väljs om som Islands president.[1]
- 8 juli – Carlos Salinas de Gortari vinner presidentvalet i Mexiko, sedan en officiell valkommission offentliggjort resultatet i en valrörelse präglad av fuskanklagelser.[1]
- 18 september – Vid riksdagsvalet i Sverige blir Miljöpartiet nytt parti i parlamentet. Samtidigt genomförs en folkomröstning i Sjöbo kommun om flyktingmottagande, där nej-sidan vinner med 64,5 %.[1]
- 5 oktober – Chile säger i en folkomröstning nej till ytterligare åtta år med Augusto Pinochet. Pinochet förklarar i ett tal efteråt att han tänker sitta kvar till mandatperioden löper ut den 11 mars 1990.[1]
- 1 november – Israel går till parlamentsval, som blir en framgång för de religiösa partierna.[1]
- 8 november – George H.W. Bush vinner presidentvalet i USA.[1]
- 17 november – Lagtingsval på Färöarna.
- 21 november – Kanadas premiärminister Brian Mulroney behåller makten vid parlamentsvalet i Kanada.[1]
- 19 december – Sri Lankas premiärminister Ranansinghe Premadasa väljs om vid parlamentsvalet i Sri Lanka.[1]
- 23 december – Algeriets president Chadli Bendjedid väljs om som president i Algeriet.[1]

## Organisationshändelser
- 21 januari – En maning till fullständigt stopp för kärnvapenprover utfärdas från Sexnationsgruppens (Argentina, Grekland, Indien, Mexiko, Sverige och Tanzania) möte i Stockholm.[1]
- 24 januari – Jan P. Syse utses till partiledare för norska Høyre.[1]
- 6 februari – Sverigedemokraterna bildas.
- 3 mars
  - NATO avslutar ett två dagars möte i Bryssel, och diskuterar nedskärningar av strategiska kärnvapen samt totalförbud mot kemiska vapen.[1]
  - I Storbritannien slås Liberal Party ihop med Social Democratic Party till Social and Liberal Democrats
- 16 februari – George H.W. Bush vinner Republikanska partiets primärval New Hampshire.[1]
- 11 mars – Nordiska rådet avslutar sin session i Oslo.[1]
- 4 april – Miljöpartiet avslutar en fyra dagars partikongress i Uppsala.[1]
- 8 mars – George H.W. Bush vinner överlägsen seger vid flera av Republikanska partiets primärval.[1]
- 22 maj – 76-årige János Kádár avgår som generalsekreterare för Ungerns kommunistiska parti, och ersätts av Károly Grósz.[1]
- 1 juni – Sveriges statsminister Ingvar Carlsson talar, för första gången som svensk statsminister, vid FN:s extra generalförsamling.[1]
- 13 juni – De nordiska statsministrarna möts på Harpsund.[1]
- 21 juni
  - G7-mötet avslutas i Toronto. USA:s president Ronald Reagan hyllas.[1]
  - Arabförbundet avslutar ett nio dagar långt toppmöte i Alger. Man är eniga i sitt stöd till PLO.[1]
- 25 juni – FN:s tredje nedrustningskonferens avslutas utan att något slutdokument kan antas. Mötet började i början av juni 1988.[1]
- 28 juni – Ett EG-toppmöte avslutas i Hannover, och enas om att utreda bildandet av en ekonomisk och monetär union.[1]
- 1 juli – Sovjetunionens kommunistiska parti avslutar sin 19:e kongress, vilken präglas av glasnost och perestrojka. Mandatperioderna begränsas, så att till exempel partichefen Michail Gorbatjovs mandattid löper ut i april 1999.[1]
- 21 juli – Demokratiska partiet väljer i Atlanta Michael Dukakis till sin presidentkandidat.[1]
- 17 augusti – Republikanska partiet väljer i New Orleans George H.W. Bush till sin presidentkandidat.[1]
- 26 september – USA:s president Ronald Reagan gör sitt sista tal i FN:s generalförsamling som amerikansk president.[1]
- 5 oktober – Centerpartiet i Sjöbo kommun utesluter Sven-Olle Olsson, Börje Ohlsson och Per-Ingvar Magnusson för sina sympatier med Nysvenska rörelsen.[1]
- 22 oktober – Organisationen Sajudis bildas i Vilnius, till stöd för perestrojkan.[1]
- 27 oktober – Finland får för första gången på 20 år en plats i FN:s säkerhetsråd.[1]
- 7 december – Sovjetunionens president Michail Gorbatjov håller ett tal i FN:s generalförsamling, där han menar att "slutna samhällen" inte fungerar och att sovjetiska staten inte längre har "monopol på sanningen". Därmed attackerar han hela den ideologiska basen för stormaktskonflikten, som ser ut att gå mot sitt slut.[1]

## Födda
- 5 april – Sissela Nordling Blanco, talesperson för Feministiskt initiativ 2011–2016.
- 16 april – Sara Dennås, riksordförande för Moderat skolungdom 2007–2009.
- 13 juli – Gustav Nipe, förbundsordförande för Piratpartiets ungdomsförbund Ung Pirat 2011–2015.
- 10 augusti – Henrik Vinge, svensk riksdagsledamot för Sverigedemokraterna sedan 2018.
- 26 augusti – William Petzäll, svensk riksdagsledamot 2010–2012.
- 21 september – Bilawal Bhutto Zardari, ordförande för Pakistans folkparti sedan 2007.
- 2 november – Hanna Wagenius, förbundsordförande för Centerpartiets ungdomsförbund 2011–2015.

## Avlidna
- 1 januari – Rolf Presthus, 51, norsk politiker, Høyres partiledare sedan 1986.[1]
- 3 januari – Gaston Eyskens, 82, belgisk politiker, premiärminister i Belgien under fem omgångar mellan 1949 och 1972.[1]
- 13 januari – Chiang Ching-kuo, 77, taiwanesisk politiker, president sedan 1978.[1]
- 14 januari – Georgij Malenkov, 86, sovjetisk politiker, regeringschef 1953-1955.[1]
- 8 mars – Kurt Georg Kiesinger, Västtysklands tidigare förbundskansler.[1]
- 30 mars – Edgar Faure, fransk politiker, premiärminister vid två tillfällen 1952 och 1956.[1]
- 11 juni – Giuseppe Saragat, italiensk politiker, president 1964-1971.[1]
- 14 juni – Gösta Skoglund, svensk politiker, socialdemokratisk ledamot av Sveriges riksdag 1940-1970, Sveriges kommunikationsminister 1957-1965.[1]
- 17 augusti – Mohammad Zia ul-Haq, 64, Pakistans president 1978–1988.[1]
- 3 oktober – Franz Josef Strauss 73, västtysk politiker.[1]

### Fotnoter
1. 1 2 3 4 5 6 7 8 9 10 11 12 13 14 15 16 17 18 19 20 21 22 23 24 25 26 27 28 29 30 31 32 33 34 35 36 37 38 39 40 41 42 43 44 45 46 47 48 49 50 51 52 53 54 55 56 57 58 59 60 61 62 63 64 65 66 67 68 69 70 71 72 73 74 75 76 77 78 79 80 81 82 83 84 85 86 87 88 89 90 91 92 93 94 95 96 97 98 99 100 101 102 103 104 105 106 107 108 109 110 111 112 113 114 115 116 117 118 119 120 121 122 123 124 125 126 127 128 129 130 131 132 133 134 135 136 137 138 139 140 141 142 143 144 145 146 147 148 149 150 151 152 153 154   Horisont 1988. Bertmarks
2. ↑  ”Brazil Inde” (på engelska). Verfassungsrecht. http://www.servat.unibe.ch/icl/br__indx.html. Läst 28 juli 2015.
3. ↑  ”Acre” (på engelska). World Statesmen. http://www.worldstatesmen.org/Brazil_States.html#Amapa. Läst 27 juli 2015.